# High Ham
High Ham est un village du district de South Somerset dans le Somerset, en Angleterre.

## Histoire
Dans la paroisse de High Ham, deux villas romaines ont été découvertes : la villa romaine de Low Ham et une autre à High Ham.
La paroisse de High Ham faisait partie des Hundred of Whitley.